# John Hare, 1. Viscount Blakenham
John Hugh Hare, 1. Viscount Blakenham PC OBE DL (* 22. Januar 1911; † 7. März 1982) war ein britischer Politiker der Conservative Party, der 18 Jahre lang Abgeordneter des House of Commons und mehrmals Minister war. Nach seinem Ausscheiden aus dem House of Commons wurde er 1963 zum Peer erhoben und gehörte damit bis zu seinem Tod dem House of Lords an. Darüber hinaus fungierte er zwischen 1963 und 1965 als Geschäftsführender Vorsitzender (Chairman) der Conservative Party.

## Leben

### Familiäre Herkunft und Geschwister
Hare war der dritte Sohn des Majors Richard Granville Hare, der 1924 von seinem Vater William Hare, 3. Earl of Listowel den Titel als 4. Earl of Listowel erbte. Seine Mutter Freda Vanden-Bempde-Johnstone war eine Tochter von Francis Vanden-Bempde-Johnstone, 2. Baron Derwent. 
Sein Urgroßvater väterlicherseits war William Hare, 2. Earl of Listowel, der zwischen 1841 und 1846 die Whigs als Abgeordneter des Wahlkreises St Albans im House of Commons vertrat, während sein Ururgroßvater väterlicherseits Richard Hare, Viscount Ennismore war, der als Abgeordneter der Whigs im House of Commons die irischen Wahlkreise Athy und später County Cork vertrat. Auch sein Urururgroßvater väterlicherseits, William Hare, 1. Earl of Listowel hatte die Wahlkreise Cork und Athy im House of Commons vertreten.
Sein ältester Bruder William Francis Hare, der 1931 vom Vater den Titel als 5. Earl of Listowel erbte, war ebenfalls politisch aktiv, allerdings für die Labour Party. Er war mehrmals Minister sowie zwischen 1957 und 1960 letzter Generalgouverneur von Ghana. Sein zweitältester Bruder Richard Gilbert Hare war ein Professor für Slawistik an der Universität London, der mehrere Bücher über russische Literatur verfasste. Seine zweitjüngste Schwester Elizabeth Cecilia Hare war in erster Ehe mit dem 1945 im Zweiten Weltkrieg gefallenen Major Arthur Onslow Edward Guinness, Viscount Elveden verheiratet. Sein jüngster Bruder Alan Victor Hare war unter anderem Vorstandsvorsitzender der Financial Times.

### Zweiter Weltkrieg und Unterhausabgeordneter
John Hare selbst war nach dem Besuch des Eton College zwischen 1937 und 1952 Beigeordneter (Alderman) des London City Council. 1938 trat er als Second Lieutenant des 55th (Suffolk & Norfolk Yeomanry) Anti-Tank-Regiment in die British Army ein und erreichte im Verlauf des Zweiten Weltkrieges den temporären Rang eines Lieutenant-Colonel der Royal Artillery. Für seine militärischen Leistungen im Kriegsbericht erwähnt (Mentioned in Despatches), sowie 1943 zunächst als Member des Order of the British Empire (MBE) sowie 1945 als Officer des Order of the British Empire (OBE) ausgezeichnet. Darüber hinaus wurde er Mitglied der französischen Ehrenlegion.
Bei den ersten nach dem Zweiten Weltkrieg abgehaltenen Unterhauswahlen am 5. Juli 1945 wurde Hare erstmals zum Abgeordneten des House of Commons gewählt und vertrat dort bis zu den Wahlen vom 23. Februar 1950 den Wahlkreis Woodbridge. Nach der Zusammenlegung dieses Wahlkreises wurde er in dem daraus entstandenen neuen Wahlkreis Sudbury and Woodbridge bei den Wahlen am 23. Februar 1950 gewählt und vertrat diesen im Unterhaus bis zu seinem freiwilligen Mandatsverzicht am 8. November 1963.

### Minister in den Regierungen Eden und Macmillan
Hare, der zwischen 1952 und 1955 stellvertretender Geschäftsführender Vorsitzender (Vice-Chairman) der konservativen Tories war, übernahm am 20. Dezember 1955 sein erstes Regierungsamt, und zwar als Staatsminister im Kolonialministerium (Minister of State for the Colonies) in der Regierung von Premierminister Anthony Eden. Zugleich wurde er 1955 Mitglied des Privy Council.
Im Rahmen einer Regierungsumbildung wurde Hare am 18. Oktober 1956 Nachfolger von Anthony Head als Kriegsminister (Secretary of State for War) in der Regierung Eden und behielt dieses Ministeramt auch in der Regierung von Edens Nachfolger als Premierminister, Harold Macmillan, bis zu seiner Ablösung durch Christopher Soames am 6. Januar 1958.
Anschließend folgte er Derick Heathcoat-Amory als Minister für Landwirtschaft, Fischerei und Ernährung (Minister of Agriculture, Fisheries and Food). Dieses Ministeramt bekleidete er bis zu einer erneuten Umbildung der Regierung Macmillan am 27. Juli 1960, als er erneut von Christopher Soames abgelöst wurde. Er selbst wurde bei dieser Kabinettsumbildung Nachfolger von Edward Heath als Minister für Arbeit und den nationalen Dienst (Minister of Labour and National Service). Er behielt dieses Ministeramt bis zum Ende der Amtszeit von Premierminister Macmillan und wurde dann am 20. Oktober 1963 von Joseph Godber abgelöst.
Er selbst übernahm in der Regierung von Premierminister Alec Douglas-Home am 20. Oktober 1963 von Iain Macleod das Amt des Chancellor of the Duchy of Lancaster und behielt dieses bis zum Ende von Douglas-Homes Amtszeit am 16. Oktober 1964 aufgrund der Wahlniederlage der Conservative Party bei den Unterhauswahlen vom 15. Oktober 1964.

### Oberhausmitglied, Chairman der Conservative Party und Familie
Nach seinem Mandatsverzicht und dem damit verbundenen Ausscheiden aus dem House of Commons wurde Hare am 8. November 1963 der erbliche Adelstitel Viscount Blakenham, of Little Blakenham in the County of Suffolk, verliehen. Damit war er bis zu seinem Tod Mitglied des House of Lords. Während dieser Zeit war er zwischen 1963 und 1964 als Deputy Leader of the House of Lords auch stellvertretender Vorsitzender der konservativen Mehrheitsfraktion im Oberhaus. 
Darüber hinaus folgte er am 20. Oktober 1963 den beiden bisherigen Co-Chairman Oliver Poole, 1. Baron Poole und Iain Macleod als alleiniger Geschäftsführender Vorsitzender (Chairman) der Conservative Party und verblieb auf diesem Posten bis zu seiner Ablösung durch Edward du Cann am 28. Juli 1965.
Viscount Blakenham, der 1968 auch Deputy Lieutenant (DL) wurde, wurde für seine Verdienste um die Gartenkunst 1974 mit der Victoria Medal of Honour der Royal Horticultural Society (RHS) ausgezeichnet.
Hare war seit dem 31. Januar 1934 mit Hon. Beryl Nancy Pearson (1908–1994) verheiratet, einer Tochter von Weetman Harold Miller Pearson, 2. Viscount Cowdray. Aus dieser Ehe gingen zwei Töchter, Hon. Mary Anne Hare (* 1936) und Hon. Joanna Freda Hare (* 1942), sowie der Sohn Hon. Michael John Hare (1938–2018) hervor, der beim Tod seines Vaters 1982 den Titel als 2. Viscount Blakenham erbte. Die älteste Tochter war seit 1964 mit dem 2005 verstorbenen ehemaligen High Sheriff von Oxfordshire, Timothy Mark Sergison-Brooke, verheiratet, dem Sohn des hochdekorierten Generalleutnant Sir Bertram Norman Sergison-Brooke. Die jüngste Tochter Joanna Freda Hare ist seit dem 4. September 1967 mit Stephen Breyer verheiratet, der seit 1994 Richter am Obersten Gerichtshof der Vereinigten Staaten ist.